# Manifestation contre le viol au lycée du Pendjab en 2024
Le 11 octobre 2024, une étudiante de 17 ans HSSC-I ICS du campus 10 du Lycée du Pendjab (en) Gulberg à Lahore dans le Pendjab au Pakistan, aurait été violée dans le sous-sol du bâtiment universitaire,. Des manifestations massives ont éclaté dans les locaux de la ville, notamment dans les différents campus du Lycée du Pendjab (en) répartis à Lahore.

## Contexte
Selon les étudiants, dans la matinée du vendredi 11 octobre 2024, le chauffeur de la camionnette de l'université aurait attraper et enfermé la victime dans le sous-sol après l'avoir appelée avec succès pour l'informer des frais à payer,. L'agent de sécurité, a violé la victime jusqu'à ce qu'un enseignant entende ses cris et vienne à son secours. Le gardien s'est enfui tandis que la victime a été transportée d'urgence à l'hôpital dans un état qui se détériorait.

## Déroulement
Le 14 octobre 2024, des manifestations massives ont été observées à Lahore, avec de violents affrontements entre les étudiants et la police. 27 étudiants ont été blessés à cause de la charge de matraque et 1 étudiant a été transféré à l'hôpital des services en raison de son état critique. Au moins 4 policiers ont été blessés lors de la contre-attaque.
De nombreux étudiants et personnalités des médias de tout le pays ont lancé divers mouvements en ligne et hashtags pour la justice sur des sites de médias sociaux comme sur Instagram, Facebook, X.
Le 16 octobre 2024, Arif Chaudry directeur du lycée de Lahore dit « L'incident n'existe pas. Je démissionnerai, je quitterai cette profession et j'irai protester aux côtés des étudiants s'il avait bien eu lieu ».

## Réactions
Aurat March (en), un groupe de défense des droits populaires, a demandé au Gouvernement du Pendjab (en) de prendre des mesures contre cette « atrocité ».

## Enquête
Le 14 octobre 2024, un comité de 7 membres dirigé par le Secrétaire en chef du Pendjab (en) appelé Zahid Akhtar Zaman, a été formé sur ordre du Ministre en chef du Pendjab appelé Maryam Nawaz Sharif. Le comité s'est vu accorder un délai de 48 heures « pour enquêter sur le crime de viol commis au Pendjab College for Women ».